# Castel Foresta
Castel Foresta (in tedesco: Schloss Vorst o Forst) è un castello nel comune di Lagundo, nella Provincia autonoma di Bolzano.

## Posizione
Castel Foresta è uno dei tanti castelli presenti nel territorio dell'Alto Adige, nella zona di Merano, sulle sponde dell'Adige, a nord ovest di Bolzano.
Il castello si trova sulla destra della statale che porta da Merano verso la Val Venosta, subito dopo il ponte sull'Adige a Lagundo. Il castello fa parte della frazione di Lagundo, Foresta, collegata al paese proprio dal ponte vicino al castello. 
La posizione non sembra essere particolarmente rilevante a scopi militari, ma il castello difendeva la sponda destra dell'Adige per buona parte della valle.

## Storia
Il castello si sviluppa su 5 piani e comprende anche un altro palazzo curvilineo, una torre abitabile e un grande cortile.
Fu costruito presumibilmente intorno al 1200 e posseduto dai Cavalieri di Vorst. Nel 1242 il castello passò dal Conte Mainardo a Wolfard, suo figlio naturale.
Nel 1423 il castello fu assediato dal duca Federico il Tascavuota, che pare avesse preso come prigioniero il menestrello Oswald von Wolkenstein e lo avesse rinchiuso nel castello per alcuni mesi, relegandolo nei sotterranei. 
Nel Cinquecento fu ristrutturato e cambiò diverse volte proprietario. Fu delle famiglie d'Andriano, i Fuchs e i conti Brandis, fino circa agli anni settanta dell'Ottocento.
Nel 1803 ci fu un incendio che distrusse gran parte del castello e del suo arredamento, ivi compreso un altare gotico che si trovava all'interno della cappella. Venne restaurato in seguito al passaggio ad Alois von Schrott, che lo vendette poi all'ammiraglio inglese Cross. Alla sua morte, la moglie lo vendette a Giovanni Troyer, che lo ristrutturò nuovamente ricavandone un albergo di carattere storico (ora chiuso).
Nel castello è conservata parte dell'arredamento originale e alcuni quadri risalenti al XVII e XVIII secolo. 
Oggi il castello ospita in alcuni locali la produzione dell'omonima birra.